# Юринский район

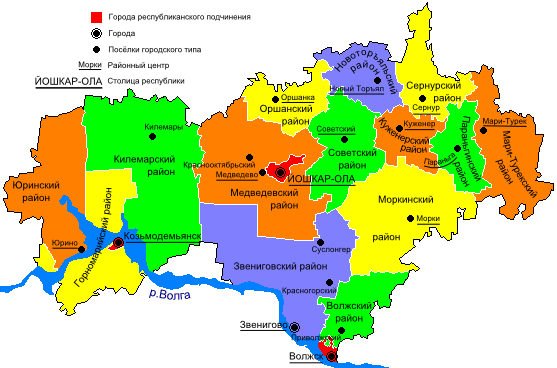
Республика Марий Эл

Ю́ринский райо́н (луговомар. Юрино кундем, горномар. Йӱрнӹ кымдем) — административно-территориальная единица и муниципальное образование (муниципальный район) в составе республики Марий Эл Российской Федерации.
Административный центр — посёлок городского типа Юрино.

## География
Район расположен на левобережье Волги на западе республики Марий Эл и граничит: с Воскресенским и Воротынским районами Нижегородской области, с востока — Килемарским, с юга — Горномарийским районами Марий Эл. Притоком Волги Ветлугой район разделён на две части.
Площадь района 2154 км². Более 75 % территории района занимают смешанные леса, поверхность в основном равнинная.
По территории района протекают реки Волга, Ветлуга, Люнда, Дорогуча. Много мелких речек, ручьёв, озёр.
К основным сырьевым богатствам относятся торфяники, залежи глины и песка Марьинского и Зиновьевского месторождений.

## История
Юринский кантон был образован 28 августа 1924 года.
10 декабря 1931 года Козьмодемьянский и Юринский кантоны были объединены в Горномарийский район. В 1936 году Горномарийский район был разукрупнён на Еласовский, Юринский и Козьмодемьянский районы.
1 февраля 1963 года Юринский район был вновь упразднён, а его территория вместе с Еласовским районом была включена в состав Горномарийского сельского района.
31 марта 1972 года Юринский район был вновь образован.

## Население
| 1939   | 1959    | 1979    | 1989    | 2002    | 2005    | 2009  | 2010  | 2011  |
| ------ | ------- | ------- | ------- | ------- | ------- | ----- | ----- | ----- |
| 32 151 | ↗33 039 | ↘19 272 | ↘14 561 | ↘11 487 | ↘10 800 | ↘9938 | ↘8758 | ↘8729 |
| 2012   | 2013    | 2014    | 2015    | 2016    | 2017    | 2018  | 2019  | 2020  |
| ↘8509  | ↘8321   | ↘8097   | ↘7896   | ↘7771   | ↘7496   | ↘7276 | ↘7059 | ↘6841 |
| 2021   | 2023    |         |         |         |         |       |       |       |
| ↘6387  | ↘6141   |         |         |         |         |       |       |       |

### Урбанизация
В городских условиях (пгт Юрино) проживают 41,46 % населения района.

### Национальный состав
Национальный состав населения Юринского района согласно Всероссийской переписи населения 2010 года. По данным переписи в районе встречаются представители 21 национальности.
| № |                           | Численность населения, чел. (2010) | % от всего | % от указав- ших нацио- наль- ность |
| - | ------------------------- | ---------------------------------- | ---------- | ----------------------------------- |
|   | всего                     | 8758                               | 100,00 %   |                                     |
| 1 | Русские                   | 8152                               | 93,08 %    | 93,37 %                             |
| 2 | Марийцы                   | 375                                | 4,28 %     | 4,30 %                              |
| 3 | Чуваши                    | 65                                 | 0,74 %     | 0,74 %                              |
| 4 | Татары                    | 37                                 | 0,42 %     | 0,42 %                              |
| 5 | Украинцы                  | 30                                 | 0,34 %     | 0,34 %                              |
| 6 | Армяне                    | 14                                 | 0,16 %     | 0,16 %                              |
| 7 | Белорусы                  | 12                                 | 0,14 %     | 0,14 %                              |
|   | другие                    | 24                                 | 0,27 %     | 0,27 %                              |
|   | указали национальность    | 8731                               | 99,69 %    | 100,00 %                            |
|   | не указали национальность | 27                                 | 0,31 %     |                                     |

По итогам переписи населения 2020 года проживали следующие национальности (национальности менее 0,1 % и другое см. в сноске к строке «Другие»):
| Национальность | Численность, чел. | Доля     |
| -------------- | ----------------- | -------- |
| Русские        | 6082              | 95,22 %  |
| Марийцы        | 169               | 2,65 %   |
| Чуваши         | 30                | 0,47 %   |
| Татары         | 18                | 0,28 %   |
| Украинцы       | 9                 | 0,14 %   |
| Армяне         | 8                 | 0,13 %   |
| Другие         | 71                | 1,11 %   |
| Итого          | 6387              | 100,00 % |

## Административное деление
В Юринский район как административно-территориальную единицу входят 1 посёлок городского типа (пгт) и 5 сельских округов. Сельские округа одноимённы образованным в их границах сельским поселениям, а пгт — городскому поселению.
В Юринский муниципальный район входят 6 муниципальных образований, в том числе 1 городское поселение и 5 сельских поселений.
| №        | Муниципальное образование | Административный центр | Количество населённых пунктов | Население (чел.) | Площадь (км²) |
| -------- | ------------------------- | ---------------------- | ----------------------------- | ---------------- | ------------- |
| 1e-06    | Городское поселение:      |                        |                               |                  |               |
| 1        | Юрино                     | пгт Юрино              | 1                             | ↘2546            | 7,26          |
| 1.000002 | Сельские поселения:       |                        |                               |                  |               |
| 2        | Быковское                 | деревня Быковка        | 9                             | ↘1427            | 566,77        |
| 3        | Васильевское              | село Васильевское      | 11                            | ↘295             | 257,10        |
| 4        | Козиковское               | посёлок Козиково       | 6                             | ↘285             | 573,43        |
| 5        | Марьинское                | село Марьино           | 11                            | ↘846             | 235,92        |
| 6        | Юркинское                 | посёлок Юркино         | 5                             | ↘742             | 399,67        |

Законом Республики Марий Эл от 28 апреля 2014 года № 14-З, Быковское и Горношумецкое сельские поселения были объединены в новое муниципальное образование Быковское сельское поселение с административным центром в деревне Быковка.

### Населённые пункты
В Юринском районе 43 населённых пункта.
| №  | Населённый пункт   | Тип     | Население | Муниципальное образование       |
| -- | ------------------ | ------- | --------- | ------------------------------- |
| 1  | Абросимово         | деревня | 68        | Васильевское сельское поселение |
| 2  | Александрово       | деревня | 24        | Васильевское сельское поселение |
| 3  | Анчутино           | деревня | 14        | Марьинское сельское поселение   |
| 4  | Быковка            | деревня | 868       | Быковское сельское поселение    |
| 5  | Васильевское       | село    | 344       | Васильевское сельское поселение |
| 6  | Вознесенка         | деревня | 23        | Козиковское сельское поселение  |
| 7  | Горный Шумец       | деревня | 159       | Быковское сельское поселение    |
| 8  | Денисовка          | деревня | 22        | Марьинское сельское поселение   |
| 9  | Дианово            | деревня | 0         | Марьинское сельское поселение   |
| 10 | Зиновьево          | деревня | 9         | Васильевское сельское поселение |
| 11 | Икса               | деревня | 18        | Юркинское сельское поселение    |
| 12 | Икша               | деревня | 38        | Юркинское сельское поселение    |
| 13 | Карасьяры          | посёлок | 15        | Юркинское сельское поселение    |
| 14 | Козиково           | посёлок | 403       | Козиковское сельское поселение  |
| 15 | Козловец           | деревня | 33        | Марьинское сельское поселение   |
| 16 | Копорулиха         | деревня | 86        | Марьинское сельское поселение   |
| 17 | Красная Люнда      | деревня | 188       | Марьинское сельское поселение   |
| 18 | Кромка             | деревня | 5         | Юркинское сельское поселение    |
| 19 | Круглово           | деревня | 70        | Марьинское сельское поселение   |
| 20 | Кугай              | деревня | 10        | Васильевское сельское поселение |
| 21 | Кузьмино           | деревня | 42        | Козиковское сельское поселение  |
| 22 | Кузьмино           | посёлок | 18        | Козиковское сельское поселение  |
| 23 | Кумский            | выселок | 0         | Козиковское сельское поселение  |
| 24 | Куржам             | деревня | 0         | Васильевское сельское поселение |
| 25 | Ленинский          | посёлок | 249       | Марьинское сельское поселение   |
| 26 | Майдан             | деревня | 137       | Быковское сельское поселение    |
| 27 | Марьино            | село    | 485       | Марьинское сельское поселение   |
| 28 | Муза               | деревня | 0         | Васильевское сельское поселение |
| 29 | Никольская Слобода | деревня | 47        | Васильевское сельское поселение |
| 30 | Петровское         | деревня | 0         | Васильевское сельское поселение |
| 31 | Подгорное          | деревня | 51        | Марьинское сельское поселение   |
| 32 | Подлесная          | деревня | 90        | Быковское сельское поселение    |
| 33 | Покровское         | село    | 14        | Васильевское сельское поселение |
| 34 | Поляна             | деревня | 169       | Быковское сельское поселение    |
| 35 | Починок            | деревня | 222       | Быковское сельское поселение    |
| 36 | Растегаиха         | деревня | 9         | Васильевское сельское поселение |
| 37 | Светлое Озеро      | посёлок | 2         | Быковское сельское поселение    |
| 38 | Суходол            | деревня | 250       | Быковское сельское поселение    |
| 39 | Удельная           | деревня | 78        | Быковское сельское поселение    |
| 40 | Черноярие          | деревня | 14        | Марьинское сельское поселение   |
| 41 | Шушманка           | посёлок | 0         | Козиковское сельское поселение  |
| 42 | Юрино              | пгт     | ↘2546     | городское поселение Юрино       |
| 43 | Юркино             | посёлок | 1019      | Юркинское сельское поселение    |

## Экономика

### Промышленность
Промышленные предприятия района занимаются вывозкой и заготовкой древесины, выпуском пиломатериала, фанерного сырья, заготовкой дров, добычей торфа.
Основными отраслями по объёму производства промышленной продукции являются: лесная и деревообрабатывающая — 65 %, топливная — 1,8%, лесная — 0,6%, перерабатывающая — 32%.

### Сельское хозяйство
Основное направление в сельском хозяйстве — мясо-молочное.

## Культура и образование

### Учреждения образования
- 5 средних школ,
- 4 неполных средних,
- 9 начальных школ.

### Учреждения культуры
- Районная центральная и детская библиотеки, музыкальная школа, историко-художественный музей.
- Историко-художественный музей.

### Памятники культуры
- Усадебно-архитектурный памятник «Замок Шереметева»
- Михайло-Архангельский храм
- Всего на территории района расположено:
  - 59 памятников археологии
    - Усть-Ветлужский могильник

  - 21 памятник истории
  - 13 памятников архитектуры.